# HMS Nonsuch (1774)
Pour les autres navires du même nom, voir HMS Nonsuch.
Le HMS Nonsuch est un vaisseau de ligne de troisième rang de 64 canons en service dans la Royal Navy à la fin du XVIIIe siècle.
Lancé le 17 décembre 1774 à Plymouth, il participe au sein de la flotte britannique à la guerre d'indépendance des États-Unis. 
En juillet 1780, le HMS Nonsuch détruit la corvette française Hussard et le 14 juillet, elle capture la frégate La Belle Poule de 26 canons, au large de l'embouchure de la Loire.
En avril 1781, le Nonsuch fait partie de la flotte conduite par l'amiral Darby et envoyée au secours de la ville de Gibraltar, assiégée par les armées franco-espagnoles. Le 14 mai 1781, lors du voyage de retour en Angleterre, alors qu'il est envoyé en éclaireur, le HMS Nonsuch chasse et contraint au combat le vaisseau français L'Actif de 74 canons, espérant ralentir ce dernier et être rejoint par le reste de la flotte britannique. Cependant, L'Actif parvient à repousser l'attaque du Nonsuch et à lui infliger des pertes (26 tués et 64 blessés), avant de continuer vers Brest.
Le HMS Nonsuch combat à la bataille des Saintes les 9 et 12 avril 1782. 
Elle est transformée en batterie flottante à partir de 1794, avant d'être démantelé en 1802.

## Sources et bibliographie
- (en) Brian Lavery, The Ship of the Line - Volume 1: The development of the battlefleet 1650-1850. Conway Maritime Press, 2003,  (ISBN 0-85177-252-8).